# Płyta Dolnooharska
Płyta Dolnooharska (czes. Dolnooharská tabule) jest zachodnią częścią Płyty Środkowoczeskiej (czes. Středočeská tabule).
Od północnego zachodu graniczy z Czeskim Średniogórzem (czes. České středohoří), od północnego wschodu z Wyżyną Ralską (czes. Ralská pahorkatina), od wschodu z Płytą Izerską (czes. Jizerská tabule) i Płytą Środkowołabską (czes. Stredolabska tabule), od południa Równiną Praską (czes. Pražská plošina), od południowego zachodu z Džbánem (czes. Džbán) i Wyżyną Rakownicką (czes. Rakovnická pahorkatina), a od zachodu z Kotliną Mostecką (czes. Mostecká pánev).
Zbudowana jest głównie ze skał osadowych wieku górnokredowego: piaskowców, mułowców, iłowców.
Leży w dorzeczu Łaby (czes. Labe) i jej dopływów: Ochrzy (czes. Ohře), Wełtawy (czes. Vltava).

## Podział
Płyta Dolnooharska:
- Płyta Hazmburska (czes. Hazmburská tabule) – Hazmburk (418 m n.p.m.)
  - Klapská tabule
  - Lenešický úval
  - Cítolibská pahorkatina
  - Smolnická stupňovina

- Płyta Rzipska (czes. Řípská tabule) – Říp (459 m n.p.m.)
  - Perucká tabule
  - Krabčická plošina (Říp)
  - Lešanská plošina

- Kotlina Terezinska (czes. Terezínská kotlina) – Mrchový kopec (211 m n.p.m.)

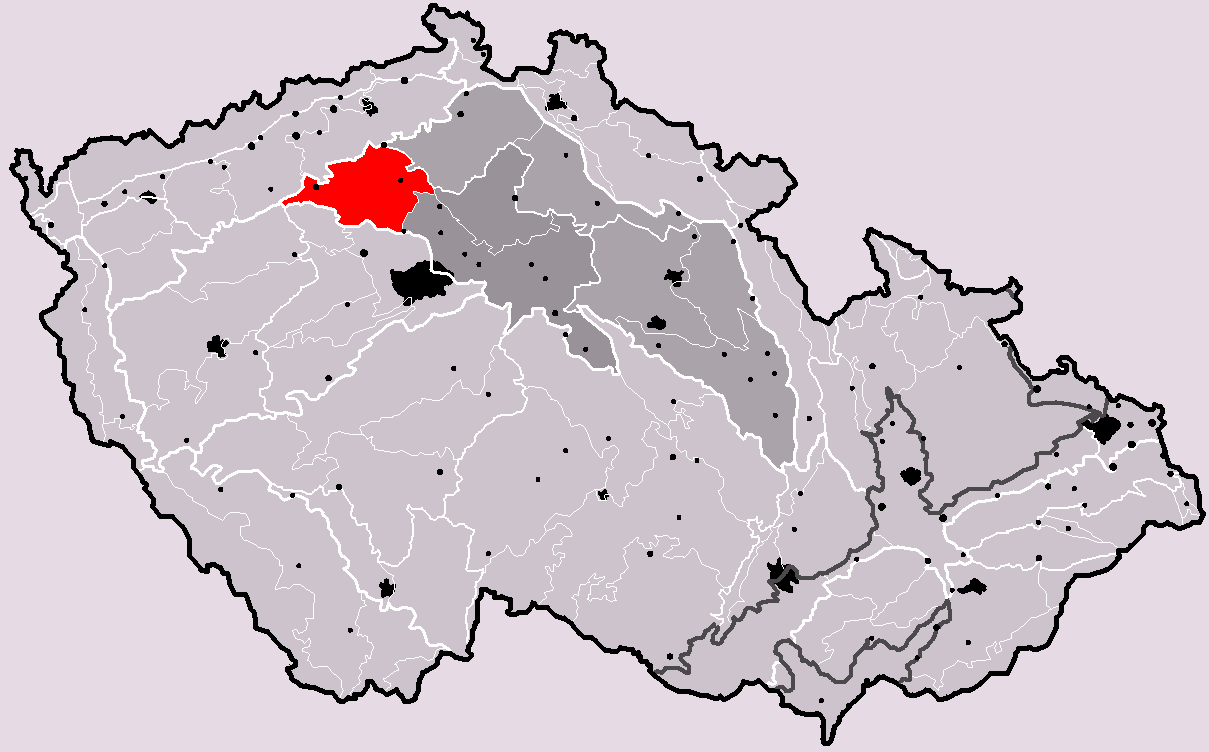
Położenie Płyty Dolnooharskiej

  - Lovosická kotlina
  - Roudnická brána